# 포천로
포천로(Pocheon-ro)는 경기도 포천시 내촌면 내리 내촌삼거리와 창수면 주원리 진군교사거리를 잇는 경기도의 도로이다.

## 연혁
- 2002년 2월 : 국도로 승격된 포천군 내촌면 내리 ~ 관인면 초과리 45.1km 구간 개통[1][2]
- 2002년 9월 19일 : 포천군 내촌면 내리 ~ 가산면 마산리 8.406km 구간 확장 개통[3]
- 2005년 12월 23일 : 포천시 창수면 추동리 400m 구간 개통, 기존 구간 폐지[4]
- 2009년 10월 6일 : 포천로로 명명
- 2014년 12월 31일 : 마산 ~ 신읍간 도로(포천시 가산면 마산리 ~ 군내면 구읍리) 5.74km 구간 확장 개통[5]
- 2015년 5월 1일 : 마산 ~ 신읍간 도로 개통으로 인해 기존 포천시 가산면 마산리 ~ 군내면 좌의리 1.12km 구간 폐지[6]

## 주요 경유지
경기도
- 포천시 (내촌면 · 가산면 · 군내면 · 신북면 · 창수면)

## 노선
| 이름                   | 접속 노선                                                       | 소재지 | 소재지 | 비고                                                                  |
| ---------------------- | --------------------------------------------------------------- | ------ | ------ | --------------------------------------------------------------------- |
| 내촌삼거리             | 내촌로                                                          | 포천시 | 내촌면 |                                                                       |
| 내촌 나들목            | 국도 제47호선 국가지원지방도 제98호선 지방도 제364호선 (금강로) | 포천시 | 내촌면 | 국도 제87호선 구간 국가지원지방도 제98호선 구간 지방도 제364호선 구간 |
| 고장촌삼거리           | 내진로                                                          | 포천시 | 내촌면 | 국도 제87호선 구간 국가지원지방도 제98호선 구간 지방도 제364호선 구간 |
| 신내촌교 진목교        |                                                                 | 포천시 | 내촌면 | 국도 제87호선 구간 국가지원지방도 제98호선 구간 지방도 제364호선 구간 |
| 진목사거리             | 국가지원지방도 제98호선 (부흥로) 내진로                         | 포천시 | 내촌면 | 국도 제87호선 구간 국가지원지방도 제98호선 구간 지방도 제364호선 구간 |
| 진목4리 교차로         | 진금로 포천로427번길                                            | 포천시 | 내촌면 | 국도 제87호선 구간 지방도 제364호선 구간                              |
| 우금삼거리             | 진금로                                                          | 포천시 | 가산면 | 국도 제87호선 구간 지방도 제364호선 구간                              |
| 금현사거리             | 우현로                                                          | 포천시 | 가산면 | 국도 제87호선 구간 지방도 제364호선 구간                              |
| 고인돌사거리           | 우현로 마현길 포천로736번길                                     | 포천시 | 가산면 | 국도 제87호선 구간 지방도 제364호선 구간                              |
| 가산2 교차로           | 지방도 제360호선 (가산로) 지방도 제364호선 (광암 ~ 마산간 도로) | 포천시 | 가산면 | 국도 제87호선 구간 지방도 제364호선 구간                              |
| 마전교                 |                                                                 | 포천시 | 가산면 | 국도 제87호선 구간                                                    |
| 마전교                 | 군내면                                                          | 포천시 |        | 국도 제87호선 구간                                                    |
| 마전1리마을입구 교차로 | 포천로909번길 포천로912번길                                     | 포천시 |        | 국도 제87호선 구간                                                    |
| 유교1 교차로           | 마전길 연정말길                                                 | 포천시 |        | 국도 제87호선 구간                                                    |
| 유교2 교차로           |                                                                 | 포천시 |        | 국도 제87호선 구간                                                    |
| 좌의 교차로            | 유교로 포천로1160번길                                           | 포천시 |        | 국도 제87호선 구간                                                    |
| 용정 교차로            | 용두로 용정길                                                   | 포천시 |        | 국도 제87호선 구간                                                    |
| 용정2육교              |                                                                 | 포천시 |        | 국도 제87호선 구간                                                    |
| 구읍 교차로            | 선정비로                                                        | 포천시 |        | 국도 제87호선 구간                                                    |
| 포천 나들목            | 29호선 세종포천고속도로 용정경제로2길                           | 포천시 |        | 국도 제87호선 구간                                                    |
| 용정교                 |                                                                 | 포천시 |        | 국도 제87호선 구간                                                    |
| 청성 교차로            | 국가지원지방도 제56호선 (청군로) 용정경제로                     | 포천시 |        | 국도 제87호선 구간                                                    |
| 반월아트홀입구 교차로  | 청성로                                                          | 포천시 |        | 국도 제87호선 구간                                                    |
| 한내사거리             | 국도 제43호선 (호국로)                                          | 포천시 |        | 국도 제87호선 구간                                                    |
| 한내교                 |                                                                 | 포천시 |        | 국도 제87호선 구간                                                    |
| 포천동                 |                                                                 | 포천시 |        | 국도 제87호선 구간                                                    |
| 구한내사거리           | 중앙로                                                          | 포천시 |        | 국도 제87호선 구간                                                    |
| 보건소사거리           | 왕방로                                                          | 포천시 |        | 국도 제87호선 구간                                                    |
| 포천병원앞 교차로      |                                                                 | 포천시 |        | 국도 제87호선 구간                                                    |
| 물어고개               |                                                                 | 포천시 |        | 국도 제87호선 구간                                                    |
| 신북면                 |                                                                 | 포천시 |        | 국도 제87호선 구간                                                    |
| 심곡리                 | 깊이울로                                                        | 포천시 |        | 국도 제87호선 구간                                                    |
| 심곡교                 |                                                                 | 포천시 |        | 국도 제87호선 구간                                                    |
| 하심곡사거리           | 지방도 제368호선 (청신로)                                       | 포천시 |        | 국도 제87호선 구간                                                    |
| 외북초교 교차로        |                                                                 | 포천시 |        | 국도 제87호선 구간                                                    |
| 고일교                 |                                                                 | 포천시 |        | 국도 제87호선 구간                                                    |
| 장승교                 | 포천로2414번길                                                  | 포천시 |        | 국도 제87호선 구간                                                    |
| 장승거리 교차로        | 가영로                                                          | 포천시 |        | 국도 제87호선 구간                                                    |
| 장승거리 교차로        | 가영로                                                          | 포천시 | 창수면 | 국도 제87호선 구간                                                    |
| 장감교                 |                                                                 | 포천시 |        | 국도 제87호선 구간                                                    |
| 추동삼거리             | 옥수로                                                          | 포천시 |        | 국도 제87호선 구간                                                    |
| 진군교사거리           | 국도 제37호선 국도 제87호선 (전영로) 지방도 제372호선 (청창로)  | 포천시 |        | 국도 제87호선 구간                                                    |

## 주요 건물 및 시설
- 가산119안전센터 (경기도 포천시 가산면 포천로 890)
- 청성역사공원  (경기도 포천시 군내면 포천로 1494)
- 포천뉴스 (경기도 포천시 군내면 포천로 1508)
- 하성북1리마을회관 (경기도 포천시 군내면 포천로 1514-10)
- 강병원 (경기도 포천시 포천로 1570)
- 포천시보건소 (경기도 포천시 포천로 1612)
- 경기도의료원 포천병원 (경기도 포천시 포천로 1648)
- 포천힐링요양병원 (경기도 포천시 신북면 포천로 1881)
- 포천신북우체국 (경기도 포천시 신북면 포천로 2152)
- 외북초등학교 (경기도 포천시 신북면 포천로 2199)